# Diego de Siloé
Diego de Siloé (Burgos, 1495 – Granada, 22 ottobre 1563) è stato un architetto e scultore spagnolo del Rinascimento spagnolo, esponente dello stile plateresco, di cui la sua cattedrale di Granada è appunto uno degli esempi più importanti.

## Biografia

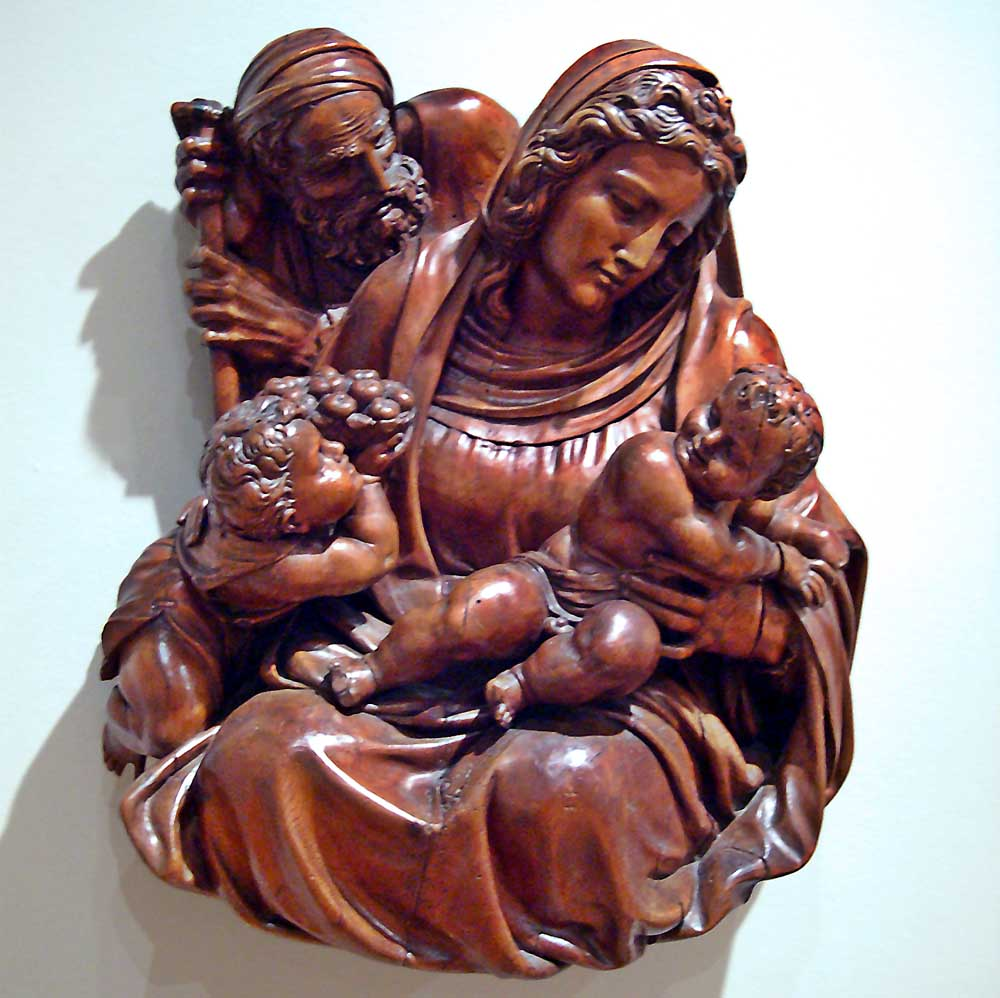
Sacra Famiglia (Sagrada Familia), Museo Nazionale di Scultura, Valladolid

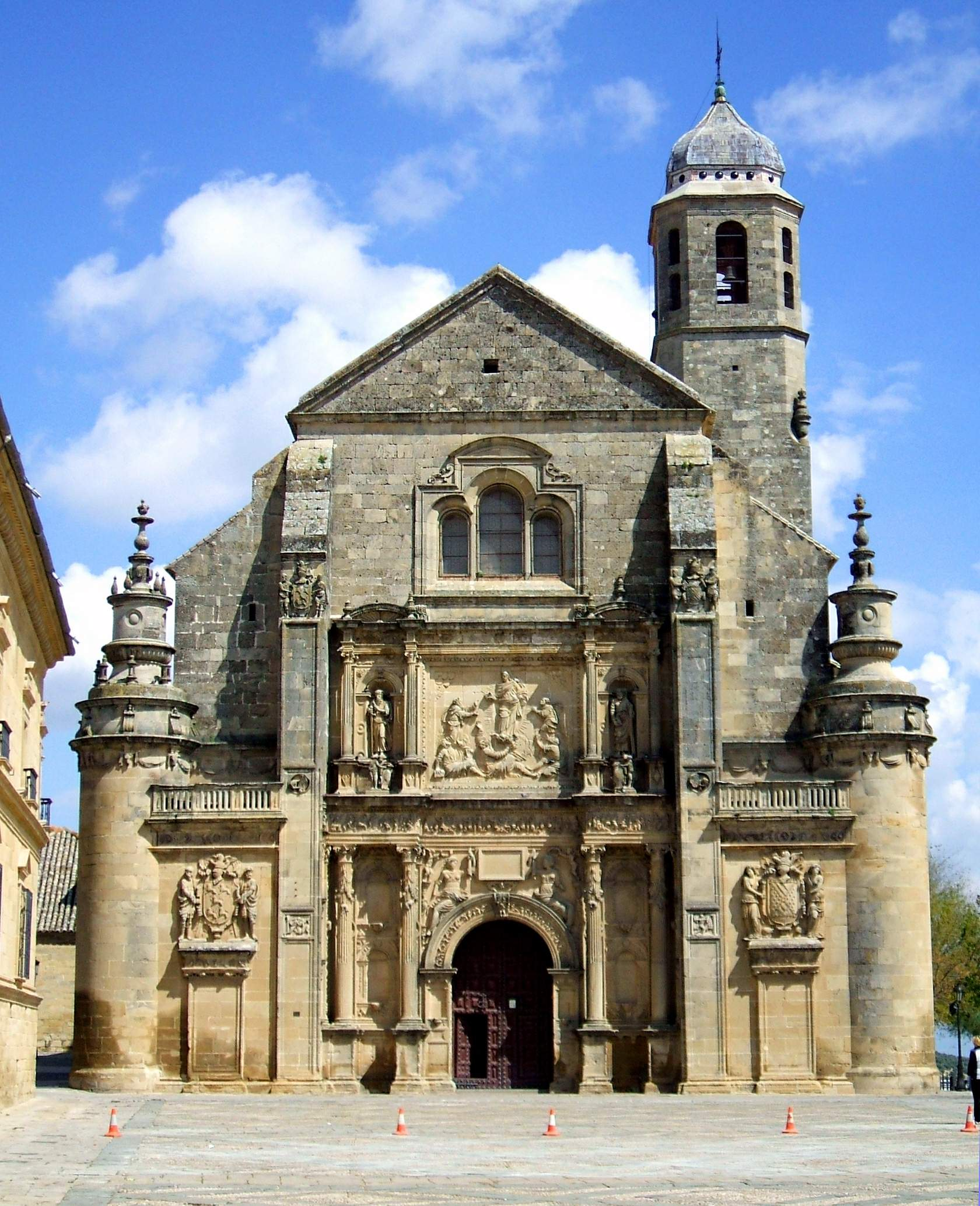
Úbeda, Sacra Capilla del Salvador

Figlio dello scultore Gil de Siloé, studia probabilmente a Firenze. La sua prima opera di cui abbiamo notizia è l'Altare della Cappella Caracciolo, realizzato fra il 1514 e il 1515 con Bartolomé Ordóñez per la Chiesa di San Giovanni a Carbonara a Napoli; in particolare è attribuita allo scultore spagnolo la statua raffigurante San Sebastiano e il bassorilievo con l'Adorazione dei Magi.
Negli anni successivi torna alla sua città natale, dove realizza progetti per numerosi altari e per la torre della chiesa di Santa Maria del Campo. Elabora uno stile che prende il nome di plateresco, influenzato dal rinascimento italiano, dal gotico e dal mudéjar, una corrente artistica spagnola musulmana, reinterpretando contemporaneamente sia Michelangelo che Donatello. A Burgos, per la cattedrale, realizza quella che è chiamata Scala dorata, una struttura imponente, ricoperta interamente di sculture raffiguranti cherubini, cotte d'armi e foglie.
Nell'aprile 1528 si trasferisce a Granada, dove inizia subito a lavorare alla cattedrale, alla quale contribuisce fino alla data della sua morte. In questa città si occupa anche di progetti per altre chiese e le rispettive decorazioni scultoree, attività che svolge anche in altre città spagnole, come Siviglia, Toledo e Salamanca.
Uno dei suoi ultimi lavori è il progetto della Sacra Capilla del Salvador, ad Úbeda, realizzata nel 1536 da Andrés de Vandelvira.